# Лыжный туннель

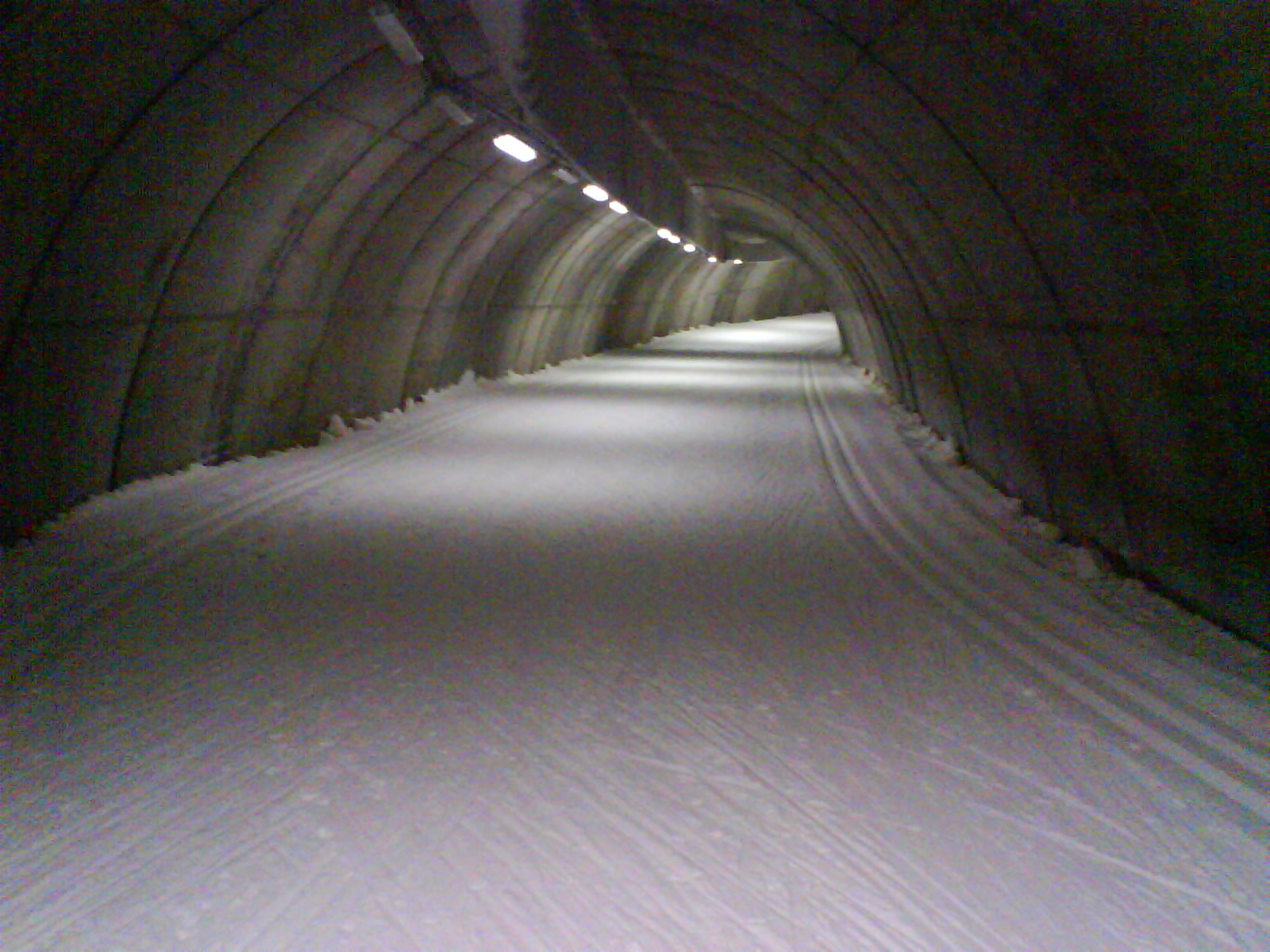
Лыжный туннель в Турсбю

Лыжный тоннель — спортивное сооружение, предназначенное для занятий лыжными видами спорта. Он позволяет заниматься лыжными видами спорта вне зависимости от сезона и климатических условий. Обычно такой тоннель представляет собой длинное сооружение в несколько сотен метров длины, построенное из высококачественных теплоизолирующих материалов. Первый лыжный тоннель был построен в финском посёлке Вуокатти в 90-х годах XX века. Протяжённость самого длинного тоннеля  в мире, находящегося в шведском городке Турсбю — 1328 метров. Подобные тоннели имеются в ряде стран: США, Германии, Голландии, Японии. В России такой тоннель строится в Ханты-Мансийске и был построен в Санкт-Петербурге, на базе учебно-тренировочного центра "Кавголово", поселок Токсово. Открытие тоннеля состоялось 10 июня 2015 года.
Снежный покров в таких тоннелях создаётся путём накопления снега в зимний период или созданием искусственного покрова с помощью снежных пушек и дальнейшим сохранением его с помощью мощных холодильных установок.